# Type 4 Ka-Tsu
Le Type 4 Launch Ka-Tsu spécial (特四式内火艇 カツ, toku-yon-shiki uchibitei Ka-Tsu) était un engin de débarquement amphibie japonais de la Seconde Guerre mondiale. Le premier prototype a été achevé à la fin 1943 et les essais ont été réalisés au large de Kure en mars 1944.

## Histoire
L’expérience de combat du japon dans les Îles Salomon, en 1942, qui a révélé la difficulté de ravitaillement des forces japonaises dans de telles situations, a invité l'IJN à commencer un programme de tracteur amphibie en 1943, comme le Ka-Tsu, conçu par le Commandant Hori Motoyoshi du chantier naval de Kure.

## Conception

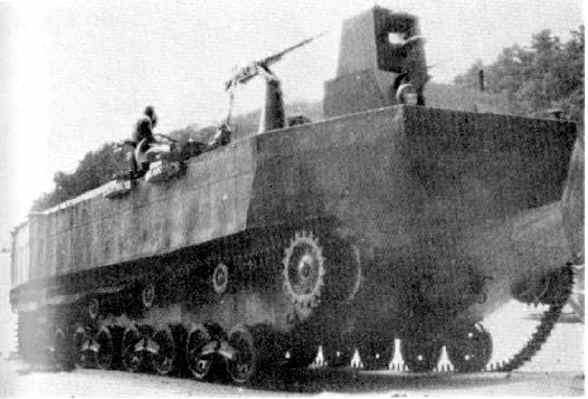
Type 4 Ka-Tsu avec des mitrailleuses montées

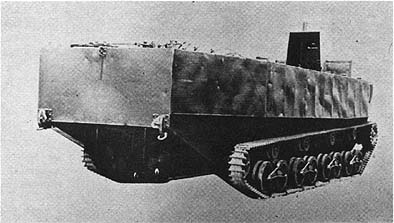
Vue arrière du Type 4 Ka-Tsu

Le premier objectif du Ka-Tsu était de transporter de l'équipement et/ou des troupes. Il était non blindé en dehors d'un blindage léger pour l'équipage. Son compartiment moteur et sa propulsion électrique étaient hermétiquement scellés, comme il était conçu pour être lancé depuis un sous-marin. Les arbres à hélices jumeaux ont été conçus pour rentrer dans leurs conduits une fois que le véhicule a atteint la plage.
Le premier prototype a été achevé à la fin de 1943 et les essais ont été réalisés hors de Kure en mars 1944. Quand le développement a été terminé, il a été proposé que le Ka-Tsu soit utilisé pour attaquer les cuirassés ancrés dans les atolls (comme Ulithi), qui ne pouvaient pas facilement être attaqués à l'aide de moyens conventionnels. Il a été proposé qu'un Ka-Tsu, armé d'une paire de torpilles puisse être largué par le sous-marin loin de l'atoll, se propulser à l'extérieur du récif à l'aide de ses chenilles, puis dans le lagon, à l'intérieur du récif. Les tests ont été menés avec succès avec un Ka-Tsu modifié possédant deux torpilles à l'avant, mais la fin de la guerre fait qu'il n'a pas pu être déployé avant qu'une telle mission ne soit disponible.